# Sachkundiger Einwohner
Ein sachkundiger Einwohner (auch sachkundiger Bürger) ist in Teilen des deutschen Kommunalrechts ein Ausschussmitglied mit beratender Funktion. Die Ausnahme sind meist der Hauptausschuss, der Finanzausschuss und der Rechnungsprüfungsausschuss.

## Gesetzliche Grundlage
Die Gemeindeordnungen der einzelnen deutschen Bundesländer legen die Befugnisse und Aufgaben der Gemeinderäte fest. Diese können zur Vorbereitung ihrer Beschlüsse Ausschüsse bilden und Beratungen an diese delegieren. Die Ausschüsse sprechen allgemein Empfehlungen aus, in manchen Ländern (Baden-Württemberg, Rheinland-Pfalz, Sachsen, Sachsen-Anhalt und Thüringen) können sie auch selbst Beschlüsse fassen.
Die Fraktionen des Gemeinderats stellen aus ihrer Mitte und nach ihrem Mandatsverhältnis die Mitglieder der Ausschüsse. In den meisten Ländern erlaubt die Gemeindeordnung auch die Berufung von Bürgern ohne Ratsmandat, die in der Regel aber der jeweiligen Partei oder Wählergruppe angehören. Diese „sachkundigen Einwohner“, „sachkundigen Bürger“, „wählbaren Bürger“ (in Rheinland-Pfalz) oder einfach „Bürger“ (Schleswig-Holstein) haben eine beratende Funktion und teils auch ein Stimmrecht, beispielsweise in Nordrhein-Westfalen. In Schleswig-Holstein können die Bürgerlichen Mitglieder auch „einem Ausschuss vorsitzen. In diesem Fall ist ihnen in der Gemeindevertretung in Angelegenheiten ihres Ausschusses auf Wunsch das Wort zu erteilen“. In manchen Bundesländern muss die Zahl der Mandatsträger in einem Ausschuss die der beratenden Einwohner übersteigen, damit der Ausschuss beschlussfähig ist.
In den Bezirken von Berlin gibt es Bürgerdeputierte mit ähnlicher Funktion. In den Ausschüssen der Hamburger Bezirksversammlungen erfüllen die „zubenannten Bürger“ diese Funktion. Die Gemeindeordnungen in Bayern, Hessen, im Saarland und von Bremerhaven kennen die Funktion des beratenden Bürgers nicht.